# Aeropuerto Internacional Arturo Michelena
El Aeropuerto internacional Arturo Michelena (IATA: VLN, OACI: SVVA) es un aeropuerto venezolano ubicado en la ciudad de Valencia, Estado Carabobo. Es el cuarto aeropuerto más importante del país, después del Simón Bolívar en (Vargas-Maiquetía), La Chinita en (Maracaibo) y el Santiago Mariño en (Porlamar), y es el principal aeropuerto de la Región Central de Venezuela. Posee una privilegiada ubicación, por encontrarse al norte de la América del Sur, lo que le permite fácil acceso a los Mercados Internacionales; se ubica en la Zona Industrial de Valencia, considerada como uno de los complejos fabríles de mayor importancia de Venezuela, lo hace factor determinante para que se desarrolle como uno de los principales aeropuertos de la Región.
Más del 60 % de la carga aérea que se moviliza en Venezuela corresponde a este aeropuerto, convirtiéndolo en el principal aeropuerto carguero de país, mientras que el resto de la carga aérea se reparte principalmente entre el Maiquetía y La Chinita, y otros Aeropuertos de menor importancia. Está conectado a siete minutos con la principal red vial nacional del país la Autopista Regional del Centro, ubicado a tan solo dos horas y media de la capital de la República y a treinta minutos de Puerto Cabello (principal puerto del Caribe venezolano).

## Historia
El Aeropuerto Internacional Arturo Michelena, inaugurado el 29 de septiembre de 1986,bajo el mandato del Presidente Jaime Lusinchi y el gobernador Oscar Celli. Es uno de los más importantes de Venezuela y sirve al área urbana de Valencia y al estado de Carabobo. El primer vuelo oficial lo realizó un avión McDonnell Douglas DC-9-32 de Aeropostal (El Margariteño) El Aeropuerto “Arturo Michelena” cuenta con pistas y rampas que si cumplen con los requisitos como Aeropuerto Internacional.

## Infraestructura
Posee pistas de aterrizaje 10/28 de 3000 m y ancho de 50 m ASPH-PCN-103. También cuenta luces de pista y letreros de señalización además del sistema PAPI
Torre de Control dotada de los más avanzados equipos de telecomunicaciones, servicio meteorológico, áreas comerciales, bancarias, alquiler de vehículos, asistencia paramédica. Rampa Principal de pasajeros de 48 000 metros cuadrados, capacidad para ocho aviones más cinco de carga.

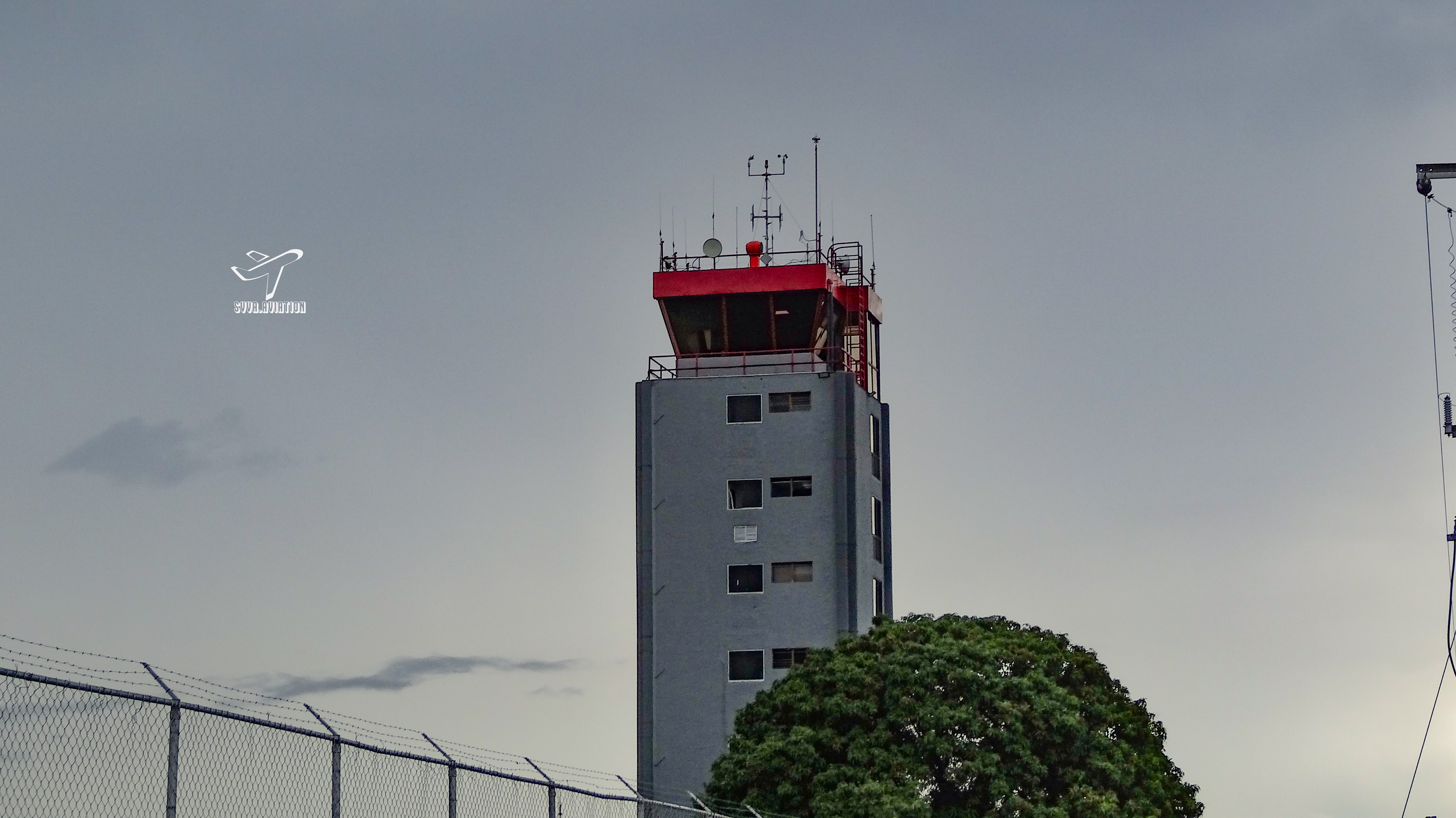
Torre de control del Aeropuerto Internacional Arturo Michelena.

Capacidad de estacionamiento, veinte almacenadoras de carga con capacidad para cien mil metros cuadrados. Seguridad terrestre y aérea de carga directa. Se puede traer directamente la carga a Valencia sin necesidad de pasar por Maiquetía. Servicio de aduana. Todas las líneas aéreas tocan y salen del Aeropuerto, excepto Turpial Airlines que tiene su centro de conexión en Valencia.

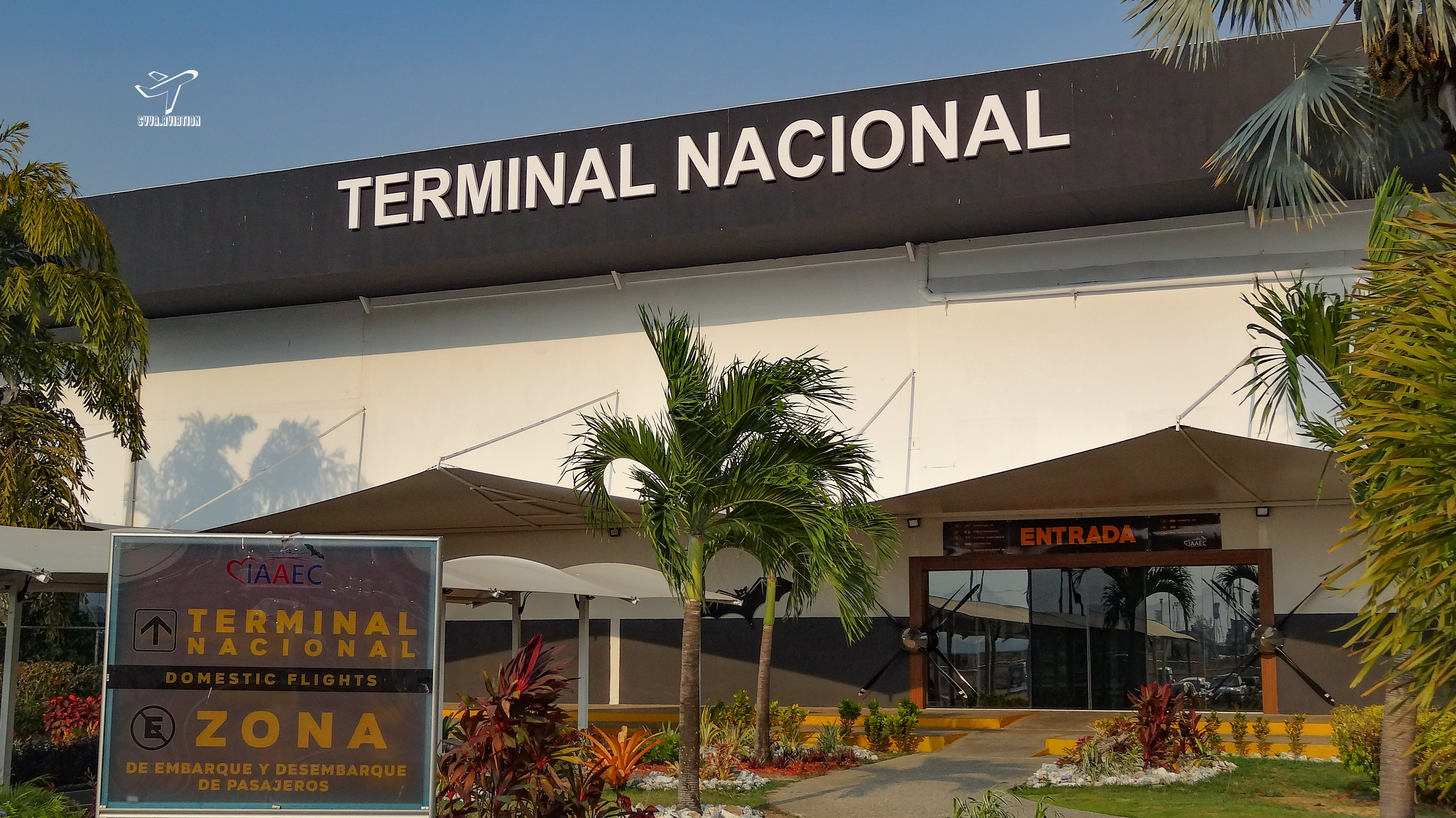
Terminal Nacional del Aeropuerto Internacional Arturo Michelena.

En mayo de 2007, se inauguró el Aeropuerto Nacional de Valencia, dentro del mismo en reemplazo del Terminal que descongestionaba y actualmente opera con vuelos internacionales, el otro Terminal Nuevo es para los vuelos nacionales dentro de Venezuela, fue ejecutada por el gobernador de la entidad Luis Felipe Acosta Carlez.

## Servicios
- Atención al Viajero
- Áreas Comerciales y Bancarias
- Alquiler de Vehículo
- Cáterin
- Asistencia Paramédica
- Abastecimiento de Combustible
- Baños

## Transporte
El pasajero puede desplazarse desde el aeropuerto a través de los servicios de taxi. Existe el servicio de alquiler de vehículos, contando con tres (03) empresas que operan en el Aeropuerto: Hertz Rent-A-Car, Europcar, Thrifty Car Rental de lunes a viernes de 6.30 a 20.00, sábado y domingo de 8.00 a 12.00 y de 14.00 a 18.00. Bugdet, todos los días de 5.00 a 21.00.

## Aerolíneas y destinos
Las siguientes es la lista de destinos desde el Aeropuerto Internacional Arturo Michelena de Valencia la capital del estado de Carabobo. 
| Destinos por aerolínea                    | Destinos por aerolínea                                                                                      |
| Aerolíneas                                | Ciudades |
| ----------------------------------------- | --- |
| Aeropostal 1 destino                      | Nacional (1): Porlamar                                                                                      |
| Conviasa 3 destinos                       | Nacionales (3): Ciudad Guayana / Porlamar / San Antonio del Tachira                                         |
| Rutaca Airlines 4 destinos                | Nacionales (3): Barcelona / Porlamar / San Antonio del Tachira Internacional (1): La Habana                 |
| Turpial Airlines 5 destinos               | Nacionales (4): Ciudad Guayana / Maracaibo / Porlamar / Santo Domingo del Tachira Internacional (1): Bogotá |
| SATENA 1 destino                          | Internacional (1): Bogotá (Finaliza el 30 de agosto de 2025)                                                |
| Total: 8 destinos, 3 países, 5 aerolíneas | |

### Destinos nacionales
| Ciudades                                   | Nombre del aeropuerto                                    | Aerolíneas                                                 |
| ------------------------------------------ | -------------------------------------------------------- | ---------------------------------------------------------- |
| Anzoátegui - Barcelona                     | Aeropuerto Internacional General José Antonio Anzoátegui | Rutaca Airlines                                            |
| Bolívar - Ciudad Guayana                   | Aeropuerto Internacional Manuel Carlos Piar              | Conviasa / Turpial Airlines                                |
| Nueva Esparta - Porlamar                   | Aeropuerto Internacional del Caribe Santiago Mariño      | Aeropostal / Conviasa / Rutaca Airlines / Turpial Airlines |
| Táchira - San Antonio del Táchira          | Aeropuerto Internacional General Cipriano Castro         | Conviasa / Rutaca Airlines                                 |
| Táchira - Santo Domingo del Táchira        | Aeropuerto Internacional de Santo Domingo                | Turpial Airlines                                           |
| Zulia - Maracaibo                          | Aeropuerto Internacional de La Chinita                   | Turpial Airlines                                           |
| Total: 5 destinos, 4 estados, 4 aerolíneas |                                                          |                                                            |

### Destinos Internacionales
| Ciudades                                  | Nombre del aeropuerto               | Aerolíneas                                                   |
| El Caribe                                 | El Caribe                           | El Caribe                                                    |
| ----------------------------------------- | ----------------------------------- | ------------------------------------------------------------ |
| Cuba (1 destino, 1 aerolínea)             |                                     |                                                              |
| La Habana                                 | Aeropuerto Internacional José Marti | Rutaca Airlines                                              |
| Suramérica                                |                                     |                                                              |
| Colombia (1 destino, 2 aerolíneas)        |                                     |                                                              |
| Bogotá                                    | Aeropuerto Internacional El Dorado  | SATENA (Finaliza el 30 de agosto de 2025) / Turpial Airlines |
| Total: 2 destinos, 2 países, 3 aerolíneas |                                     |                                                              |

Equipos usados:
- Turpial Airlines YV613T llegando desde Maiquetía. Aeropostal: McDonnell Douglas MD-82
- Conviasa : Embraer 190

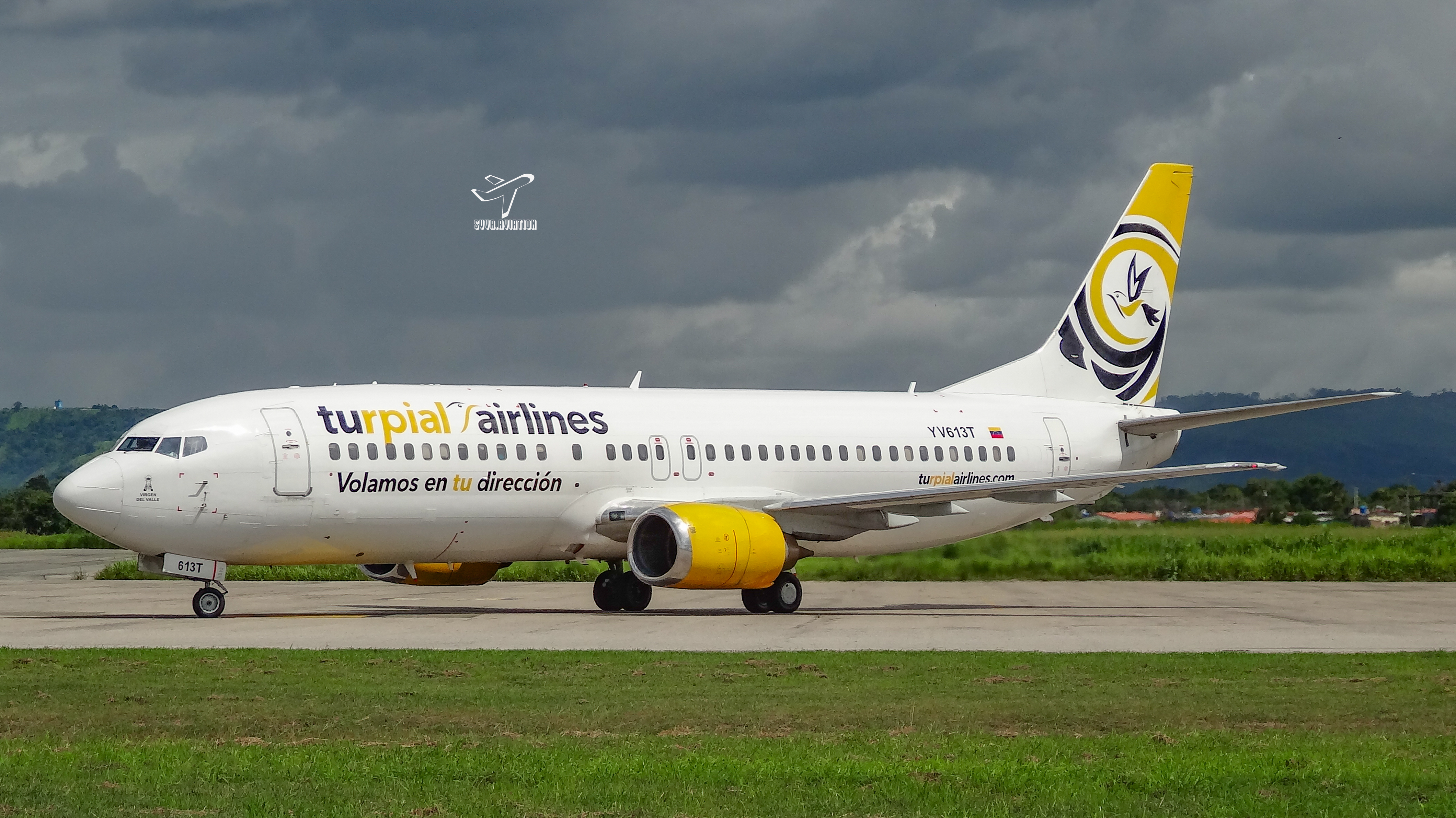
Turpial Airlines YV613T llegando desde Maiquetía.

- Rutaca Airlines: Boeing 737-300 / McDonell Douglas MD-82 / McDonnell Douglas MD-83 / McDonnell Douglas MD-88
- Turpial Airlines: Boeing 737-400
- SATENA: Embraer 145

### Vueloschártery estacionales
| Destino          | Aeropuerto                                             | Notación                    |
| ---------------- | ------------------------------------------------------ | --------------------------- |
| Turpial Airlines |                                                        |                             |
| La Habana        | Aeropuerto Internacional José Martí                    | (Chárter para Fly All Ways) |
| Santiago de Cuba | Aeropuerto Internacional de Santiago de Cuba           | (Chárter para Fly All Ways) |
| Curazao          | Aeropuerto Internacional Hato                          | (Chárter para Fly All Ways) |
| Paramaribo       | Aeropuerto Internacional Johan Adolf Pengel            | (Chárter para Fly All Ways) |
| Camagüey         | Aeropuerto Internacional de Camagüey Ignacio Agramonte | (Chárter para Fly All Ways) |

## Nuevos Destinos

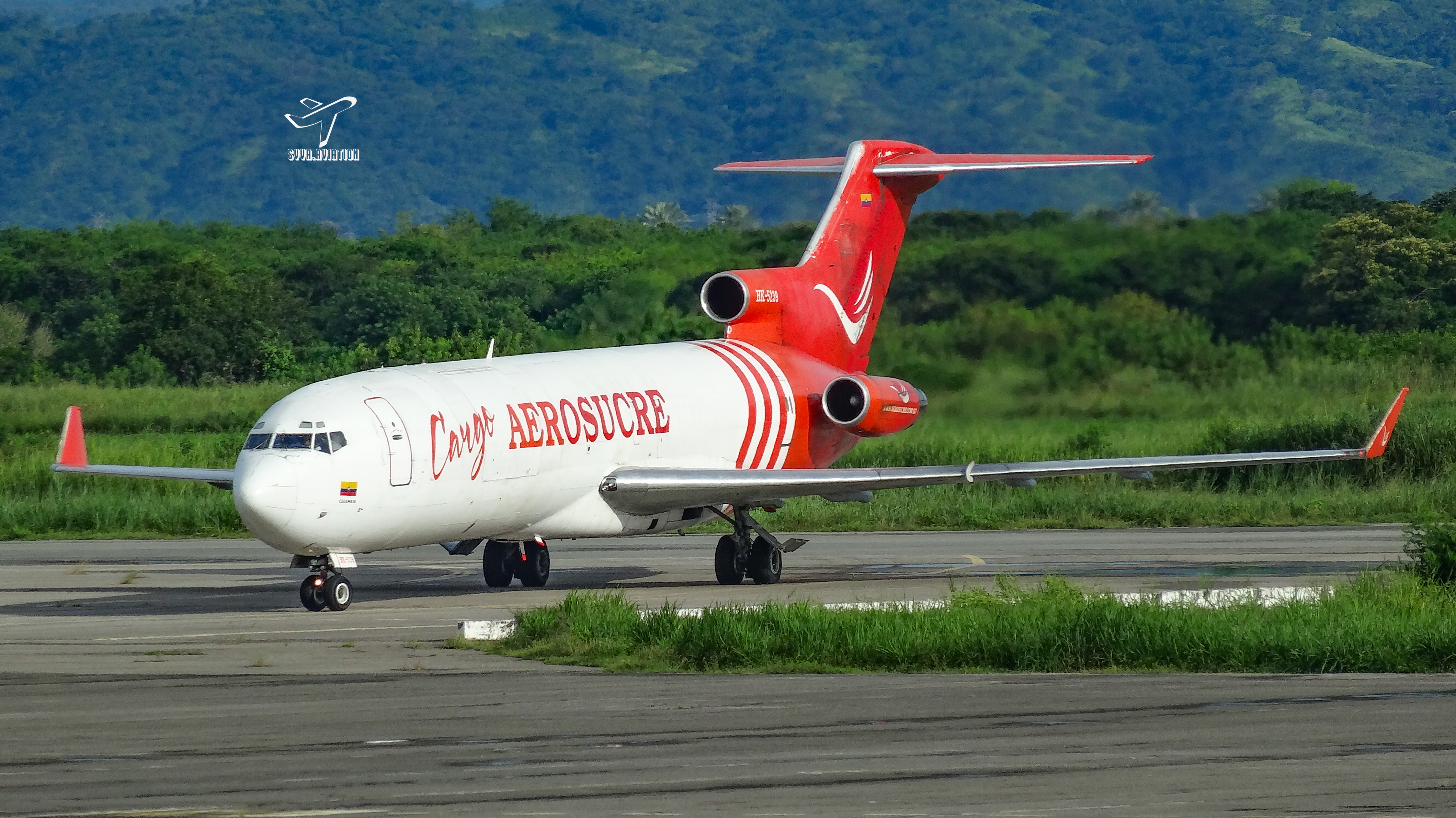
Aerosucre Cargo llegando de Bogotá.

| Nuevos Destinos                 | Nuevos Destinos                       | Nuevos Destinos     | Nuevos Destinos | Nuevos Destinos                    | Nuevos Destinos |
| Destino                         | Aeropuerto                            | Aerolíneas          | Aeronaves       | Fecha de Inicio                    | Frecuencias     |
| ------------------------------- | ------------------------------------- | ------------------- | --------------- | ---------------------------------- | --------------- |
| Archipiélago Los Roques         | Aeropuerto Los Roques                 | AeroCaribe Airlines | L410            | Próxima a iniciar operaciones 2025 | N/A             |
| Bogotá                          | Aeropuerto Internacional El Dorado    | Wingo               | B738            | Planes de inicio                   | N/A             |
| Lima                            | Aeropuerto Internacional Jorge Chávez | Turpial Airlines    | B734            | Planes de inicio 2025              | N/A             |
| Total: 3 destinos, 3 aerolíneas |                                       |                     |                 |                                    |                 |

### Carga
- Aerosucre : Bogotá / Panamá / Campinas / Caracas / Las Piedras
- Solar Cargo: Bogotá / Caracas
- UniWorld Air Cargo: Panamá / Bogotá / Barranquilla / Caracas
- AerCaribe : Bogotá

### Destinos Suspendidos
| Aerolíneas                    | Ciudades |
| ----------------------------- | --- |
| Copa Airlines 1 destino       | Internacional (1): Panamá |
| SKYhigh Dominicana 2 destinos | Internacionales (2): Santo Domingo / Santiago de los Caballeros                                                                          |
| Turpial Airlines 9 destinos   | Nacionales (5): Caracas / Maturín / Las Piedras / Barcelona / El Vigía Internacionales (4): Cancún / Punta Cana / Panamá / Santo Domingo |
| Conviasa 1 destino            | Nacional (1): Los Roques |
| Albatros Airlines 2 destinos  | Nacional (1): Barcelona Internacional (1): Curazao                                                                                       |
| 'LASER Airlines' 1 destino    | Nacional (1): Porlamar |
| Avior Airlines 5 destinos     | Nacional (3): Barcelona / Caracas / Maracaibo Internacionales (2): Bogotá / Panamá                                                       |
| Aruba Airlines 1 destino      | Internacional (1): Aruba |
| Avianca 1 destino             | Internacional (1): Bogotá |